# Алисия Вакас Моро
Алисия Вакас Моро (род. XX век, Испания) — медсестра и лидер организации сестёр-миссионерок Комбони на Ближнем Востоке и в Азии. Она работала медсестрой в Египте и в Вифании на Западном Берегу. Во время пандемии вернулась, чтобы оказывать помощь в Италии. В 2021 году по рекомендации Святого Престола за свою работу она была награждена Международной женской премией за отвагу.

## Жизнь
Вакас родилась в Испании примерно в 1972 году. Она училась на медсестру и использовала свои навыки в Египте, где принимала 150 пациентов-бедуинов в день.
В 2017 году она присматривала за пожилыми монахинями в Вероне. Семь лет Вакас повела в Израиле и Палестине, где она и другие монахини заботились о бедуинах и просителях убежища, не обращая внимания на их веру. Во время войн в Газе в 2010 и 2014 годах Алисия участвовала в миссии по установлению фактов, организованной организацией «Врачи за права человека — Израиль».
В 2021 году Вакас была удостоена Международной женской премии за отвагу после номинации её Святым Престолом. В то время она работала в Вифании, в монастыре Комбони, в доме, с трёх сторон окружённой стеной, отделяющей Израиль от его соседей. Монастырь был основан в 1966 году и одно время находился на территории Иордании; в 2019 году монастырь был зарегистрирован в Аммане как небольшой религиозный дом, в котором проживали три монахини, и она была настоятельницей этого монастыря.
В 2004 году произошло второе палестинское восстание, и монастырь стал недоступен для половины людей, о которых он заботился. Он окружён бетонными блоками и колючей проволокой. Деревья вырубили, когда стена прошла через сад. При монастыре был детский сад, и какое-то время в стене существовало небольшое окошко, чтобы родители могли каждый день приводить своих детей. Этот проход был заблокирован, и большая часть детей перестала ходить в этот детский сад, поскольку родителям приходилось ехать на двух автобусах, чтобы привезти и забрать их. На детской площадке монастыря сделана несгораемая крыша от коктейлей Молотова. Монастырь расположен так близко к стене, что является удобной точкой приземления для палестинцев, перепрыгивающих через стену. Это делает монастырь местом беспорядков, дети дважды в день видят в нём солдат, и Вакас сожалела, что представление детей об израильтянах сложилось таким образом.
Вакас отправилась в северную Италию во время пандемии COVID-19, чтобы помогать сёстрам в общине Комбони в Бергамо. Десять сестёр из 55 пожилых монахинь умерли во время пандемии. Обычно Вакас возглавляет миссионеров Комбони на Ближнем Востоке и в Азии.
Международная женская премия за отвагу была вручена Вакас госсекретарём Энтони Блинкеном 8 марта 2021 года при Линде Томас-Гринфилд, после США в Организации Объединённых Наций, и первой леди, докторе Джилл Байден.